# Arkadija
Arkadija je pokrajina u središnjem dijelu Peloponeza, Grčka.

## Osnovni podaci
Glavni grad Arkadije je Tripoli; populacija pokrajine je 100 611 (podatci iz 2005.), na 38. mjestu u Grčkoj; Površina joj je 4419 km² što je čini 5. po veličini; Gustoća naseljenosti je 22,8/km²; sastoji se od 4 provincije, 22 općine i 1 županije (okruga); poštanski broj je 22, registracijske pločice s oznakom TP; službena web stranica je www.arcadia.gr.

### Općine
| Općina         | Telefonski predbroj | Sjedište      | Poštanski broj |
| -------------- | ------------------- | ------------- | -------------- |
| Apollonas      | 0501                | Tyros         | 220 29         |
| Dimitsana      | 0506                |               | 220 07         |
| Falaisia       | 0522                | Leontari      | 220 21         |
| Falanthos      | 0523                | Davia         | 221 00         |
| Gortyna        | 0505                | Karytaina     | 220 22         |
| Iraia          | 0507                | Paloumba      | 220 28         |
| Kleitor        | 0507                | Mygdalia      | 220 28         |
| Kontovazaina   | 0509                |               | 220 15         |
| Korythio       | 0510                | Steno         | 221 00         |
| Lagkadia       | 0512                |               | 220 03         |
| Leonidio       | 0514                |               | 223 00         |
| Levidi         | 0513                |               | 220 02         |
| Mantineia      | 0515                | Nestani       | 220 05         |
| Megalopoli     | 0516                |               | 222 00         |
| North Kynouria | 0503                | Astros        | 220 01         |
| Skyritida      | 0517                | Vlachokerasia | 220 16         |
| Tegea          | 0518                | Stadio        | 220 12         |
| Trikolonoi     | 0519                | Stemnitsa     | 220 24         |
| Tripoli        | 0520                |               | 221 00         |
| Tropaia        | 0521                |               | 220 08         |
| Valtetsi       | 0502                | Asea          | 220 27         |
| Vytina         | 0504                |               | 220 10         |
| Općina         | Telefonski predbroj | Sjedište      | Poštanski broj |
| Kosmas         | 0511                |               | 230 58         |

## Povijest
Gradska naselja u Arkadiji su se razvila razmjerno kasno (Mantineja, Orhomen, Tegeja). Bili su saveznici Sparte do sloma njezine hegemonije (371. pr. Kr.), otada tvore samostalan savez pod vodstvom novoosnovanog polisa Megalopola. Samostalnost saveza dokrajčili su Makedonci. U 3. st. pr. Kr. dio gradova u Arkadiji pristupa Ahajskom, a dio Etolskom savezu. Pod rimskom vlašću od 168. pr. Kr.

## Simbolika Arkadije
Prema grčkoj tradiciji Arkadija je postojbina Pana, domovina jednostavnih, priprostih i poštenih ljudi (pastira). Kao simbol nepokvarena i idilična života javlja se tzv. bukolska (pastirska) poezija. Obnovljena u doba renesanse pod utjecajem idiličnog romana "Arkadija" talijanskog pisca J. Sannazzara. 
Po Arkadiji je ime dobila i čuvena knjižnica Akademija (Accademia degli Arcadi), osnovana 1690. g. u Rimu, a pod njenim utjecajem osnovana su i mnoga slična društva diljem Italije i hrvatske obale (Zadar, Split, Dubrovnik).

## Vanjske poveznice
- Pan-Arkadski Kongres.
- http://www.arcadians.gr
- Sveučilište u Patrasu, Arkadia-Project.
- Arkadija, Grčka.
- Nepoznata Arkadija.
- http://flyingbrick.freeyellow.com/arcadia.htm  Arhivirana inačica izvorne stranice od 30. rujna 2007. (Wayback Machine)
- http://www.arcadianet.gr/en/
- http://www.tripolis.gr